# Lebensjahre mit Beeinträchtigung
| Qualitätssicherung | Dieser Artikel wurde aufgrund von formalen und/oder inhaltlichen Mängeln auf der Qualitätssicherungsseite der Redaktion Medizin eingetragen. Bitte hilf mit, die Mängel dieses Artikels zu beseitigen, und beteilige dich dort an der Diskussion. Die Mindestanforderungen für medizinische Artikel sollen dadurch erfüllt werden, wodurch eine eventuelle Löschung des Artikels oder von Artikelpassagen innerhalb von vier Wochen vermieden wird. | Redaktion Medizin |

Lebensjahre mit Beeinträchtigung (englisch years lived with disability, Abkürzung YLD) ist eine die Lebenserwartung ergänzende Kenngröße, die die Dauer und das Ausmaß von gesundheitlichen Beeinträchtigungen vor dem Tod quantifiziert. Sie berücksichtigt damit, dass sich eine Krankheitslast nicht nur in der durch eine erhöhte Mortalität verkürzte Lebenserwartung widerspiegelt, sondern auch im Ausmaß der Beeinträchtigung zu Lebzeiten, der sog. Morbidität. So wiesen zum Beispiel WHO-Studien in den frühen 1990er-Jahren auf „Major Depression“ („schwere depressive Episode“) als Hauptursache für Lebensjahre mit Beeinträchtigung hin. Während psychische Krankheiten weltweit nur für 1 % der Todesfälle verantwortliche waren (ermittelt über Suizide, Unfälle u. a.), trugen sie 11 % zu den Beeinträchtigungen bei (2000: 12 %).
Die Berechnung von YLD, Lebensjahren mit Beeinträchtigung, erfolgt durch Multiplikation der Anzahl der Erkrankten mit einem Gewichtungsfaktor (englisch disability weight), der die Schwere der Beeinträchtigung quantifizieren soll, und der Dauer der Beeinträchtigung bis zur Heilung bzw. bis zum Tod (siehe DALY):
YLD = I x DW x L
wobei
I: Anzahl der Fälle
DW: Schwere der Krankheit/Behinderung
L: durchschnittliche Dauer der Krankheit/Behinderung bis zur Heilung oder bis zum Tod (in Jahren)
Die YLD oder Lebensjahre mit Beeinträchtigung werden oft pro 100.000 Personen angegeben.
In Kombination mit der Kenngröße für durch vorzeitigen Tod verlorene Lebensjahre (englisch years of life lost, Abkürzung YLL) werden die YLD zur Berechnung von behinderungskorrigierten Lebensjahren (englisch disability-adjusted life years, Abkürzung DALYs) verwendet.
Bei der Erfassung der Anzahl Erkrankten für die Berechnung der YLD ist zu berücksichtigen, dass sich bei Verwendung von Inzidenz-Daten andere Ergebnisse ergeben als bei der prävalenz-basierten Berechnung. Aufgrund verschiedener Nachteile der inzidenz-basierten Berechnung wurden sowohl für die GBD-Studie als auch durch die WHO seit 2010 Prävalenzdaten verwendet. Damit ist die Abkürzung I: Anzahl der Fälle möglicherweise irreführend.